# 拿騷-奧蘭治-富爾達親王國
拿騷-奧蘭治-富爾達親王國（德語：Nassau-Oranien-Fulda）有時也稱為富爾達和科維親王國（德語：Fürstentum Fulda und Corvey），是神聖羅馬帝國的一個短命公國，是為奧蘭治親王和奧蘭治-拿騷親王的兒子和繼承人創建的，僅存在於1803至1806年。1795 年，由於法蘭西共和國的附屬國巴達維亞共和國的崛起，奧蘭治-拿騷親王威廉五世失去了他在低地國家的所有財產。1802年5月23日，法國和普魯士締結了一項條約，其中向奧蘭治親王承諾富爾達和其他一些地區，以補償他在低地國家失去的領土。 威廉五世起初拒絕，但後來接受了他的兒子威廉·弗雷德里克親王（後來的荷蘭國王威廉一世）成為新成立的公國的統治者的提議。10月22日，普魯士軍隊佔領了富爾達教區以確保親王的利益12月6日，威廉·弗雷德里克親王在富爾達即位。